# Andska lisica
Andska lisica (znanstveno ime Lycalopex culpaeus), včasih znana tudi kot andski šakal, je vrsta rodu južnoameriških lisic (Lycalopex). Ne glede na ime ni prava lisica, ampak je bolj sorodna volkovom in šakalov. Značilen lisičji videz se je razvil kot posledica konvergentnega razvoja.
Je drugi največji avtohtoni pripadnik družine psov na celini za grivastim volkom (Chrysocyon brachyurus). Po videzu ima veliko podobnosti z dobro poznano rdečo lisico. Ima sivo in rdečkasto dlako, belo brado, rdečkaste noge in na hrbtu črto, ki je morda komaj vidna.
Prehrana je v glavnem sestavljena iz glodavcev, zajcev, ptic in kuščarjev ter v manjši meri iz rastlinskega materiala in mrhovine. Občasno napade ovce, zato jo pogosto lovijo ali zastrupijo.  V nekaterih regijah je postala redka, vendar na splošno vrsti ne preti izumrtje.
Andska lisica je bila udomačena, da je oblikovala fuegijskega psa, vendar je ta žival zdaj izumrla.
Molina jo je leta 1782 opisal kot Canis culpaeus. Kasneje je bila prenesena v rod Lycalopex. Sredi leta 2010 je bila zapisana kot Pseudalopex culpaeus, sinonim za sprejeto ime.

## Opis
Tako noge kot glava so rdečkaste, trebuh, vrat in usta, bel in hrbet črtasto črn. Rep je močno prekrit s sivimi dlačicami, ki proti konici postanejo črne. Osebki iz južnoameriškega kontinentalnega pasu tehtajo med 7 in 9 kg, vendar je podvrsta na Onjeni zemlji (L. c. Lycoides) znatno višja in doseže 14 kg.

## Habitat
Živi v gorah, travnikih, puščavah in gozdovih.

## Razširjenost
Posebej je razširjena vzdolž gorovja Andov, od juga Kolumbije, Ekvadorja, Peruja, Bolivije, Čila in polovice Argentine na zahodu, do južnega arhipelaga Tierra del Fuego.

## Prehrana
Hrani se z glodalci, zajci, pticami in kuščarji; v manjši meri zaužije rastline in mrhovino.
Opazili so samotne napade rdeče lisice (ki ima ugledne dimenzije telesa) pri lovu na mlade in celo odrasle gvanake, pri čemer je bila razlika med plenilcem in plenom 14 kg in do 40 kg pri mladem gvanaku.   To vedenje do leta 2007 ni bilo znano, leto, ko so ga začeli opazovati v naravnem parku Karukinka na Velikem otoku Ognjene Zemlje. Znanstveniki menijo, da bi domnevno novo plenjenje spodbujalo neugodno podnebno stanje otoka, zaradi katerega je hrana redka in živali oslabi. Odsotnost pum na tem otoku bi lahko vplivala tudi na to vedenje, kar bi lisici omogočilo, da zasede ekološko nišo te mačke. Nazadnje se domneva, da bi se ti napadi lahko zgodili že zdavnaj, ker je lisica nočna, navada, ki ji omogoča, da zbere večino svojega plena, vendar otežuje opazovanje.
Soočeni z grožnjo rdeče lisice, se gvanaki zatekajo k sodelovalnim strategijam za zaščito svojih mladičev, ko razvijejo ščit, krog okoli ranljivih. Če uspejo, jim uspe odbiti lisico, kar je nemogoče proti pumi.
Drug pomemben plen rdeče lisice je čilski viličasti jelen ( Hippocamelus bisulcus). 
Na nekaterih močno antropiziranih območjih napade črede ovac, zato jo govedorejci ostro preganjajo, odstrelijo ali zastrupijo z mrhovino. Posledično je na nekaterih območjih postala zelo redka, na drugih pa je izumrla.

## Populacija
Populacija je številna, vendar število ni znano. V Kolumbiji bi bilo na zaščitenih območjih vsaj 1000 osebkov. V Ekvadorju, Peruju in Boliviji je redko na območjih z veliko človeško prisotnostjo, najdemo pa jo na zavarovanih območjih, kjer živi več kot 2000 osebkov. V Čilu in Argentini je največja populacija, zlasti na območju Patagonije.

## Zaščita
Rdeči seznam meni, da je ogrožena. Čeprav je na nekaterih območjih izumrla in na preoblikovanih območjih redka, velja za stabilno.

## Podvrste
Ta vrsta je razdeljena na 6 podvrst::
- Lycalopex culpaeus andinus (Thomas, 1914) Višinska rdeča lisica
- Lycalopex culpaeus culpaeus (Molina, 1782) Navadna rdeča lisica
- Lycalopex culpaeus lycoides (Philippi, 1896) Rdeča lisica fueguino
- Lycalopex culpaeus magellanicus (Gray, 1837) Patagonska rdeča lisica
- Lycalopex culpaeus reissii (Hilzheimer, 1906) Ekvatorialna rdeča lisica
- Lycalopex culpaeus smithersi (Thomas, 1914) Rdeča lisica achaleño

## V popularni kulturi
V čilskem romanu Quillay, avtorja Diega R. Guzmana, je lisica po imenu Lycal, ki spremlja vodilne zajce v zgodbi. Omenjena je tudi v Skrivnostnem otoku Julesa Verna.
Za maskoto Copa América 2015 pod imenom Zincha je bila izbrana andska lisica.